# 兵庫県道88号志筑郡家線
兵庫県道88号志筑郡家線（ひょうごけんどう88ごう しづきぐんげせん）は、兵庫県淡路市志筑と淡路市郡家を結ぶ県道（主要地方道）である。

## 概要
以前は兵庫県道88号津名一宮線だったが、淡路市発足（2005年4月1日）に伴い2006年（平成18年）4月1日兵庫県告示第418号の2により現行の路線名称に変更されている。
淡路島女子駅伝競走大会のコースにもなっていた。

### 路線データ

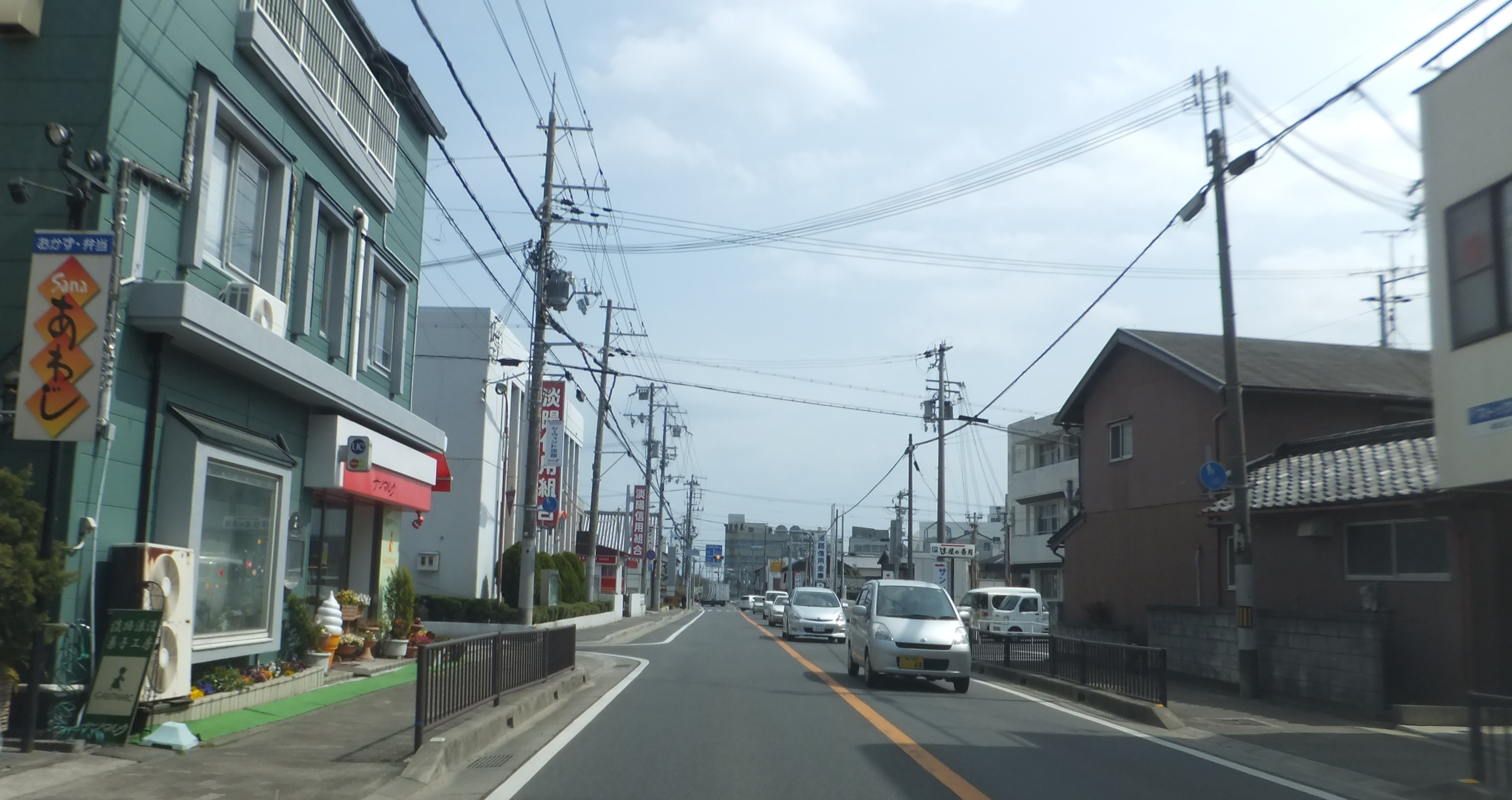
起点付近
淡路市志筑

- 起点：淡路市志筑（志筑交差点、国道28号交点）
- 終点：淡路市郡家（郡家交差点、兵庫県道31号福良江井岩屋線交点）
- 総延長：
- 実延長：6.3 km
- 車線数：淡路市中田・中田交差点（兵庫県道66号大谷鮎原神代線交点） - 淡路市中田・神戸淡路鳴門自動車道津名一宮IC前間は上下4車線、その他は上下2車線。
- 愛称：くにうみライン
- 緊急輸送道路[1]：中田交差点 - 終点

## 歴史
- 1993年（平成5年）5月11日 - 建設省から、県道津名一宮線が津名一宮線として主要地方道に指定される[2]。

## 路線状況

### 重複区間
- 兵庫県道66号大谷鮎原神代線（淡路市中田・中田交差点 - 淡路市竹谷・竹谷交差点）

## 地理

### 通過する自治体
- 淡路市

### 交差する道路

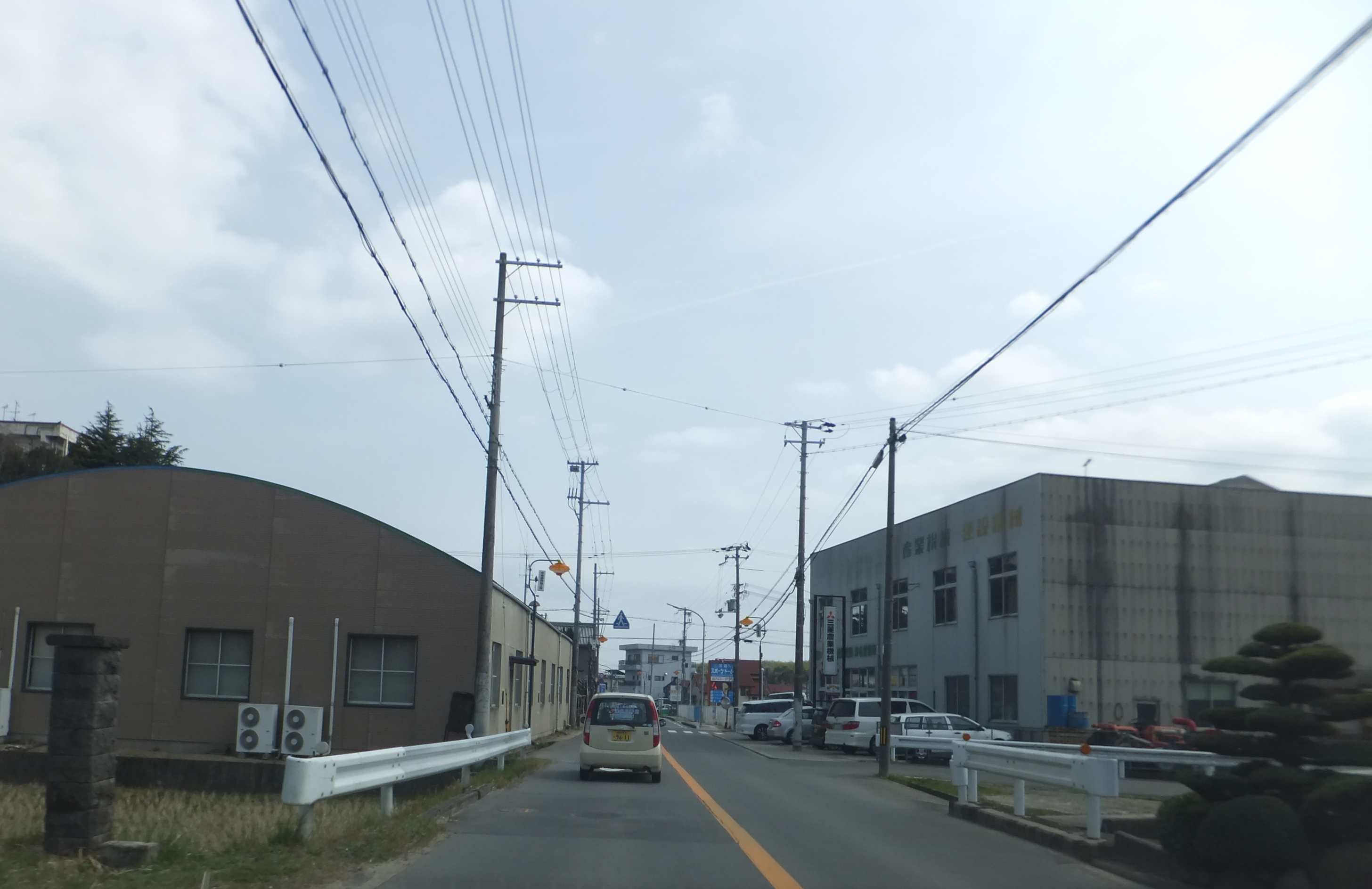
兵庫県道66号大谷鮎原神代線との交点付近
淡路市中田

- 国道28号（淡路市志筑・志筑交差点、起点）
- 兵庫県道467号木曽上中田線（淡路市中田）
- 兵庫県道66号大谷鮎原神代線（淡路市中田・中田交差点）
- 神戸淡路鳴門自動車道津名一宮IC（津名一宮BS併設、淡路市中田）
- 兵庫県道66号大谷鮎原神代線（淡路市竹谷・竹谷交差点）
- 兵庫県道465号多賀洲本線（淡路市多賀）
- 兵庫県道31号福良江井岩屋線（淡路市郡家・郡家交差点、終点）

### 沿線にある施設など
- 志筑変電所
- 中田駐在所
- 淡路市立一宮中学校

### 名所・旧跡・観光地
- 伊弉諾神宮